# 藁城宮麵
藁城宫麵，又名藁城贡麵、藁城藕麵，是中國河北省石家庄市藁城区的特产，和藁城宫灯、藁城宫酒合稱“藁城三宫”，以当地小麦精粉为原料、配以精油、精盐、鸡蛋、淀粉，经过盘条、上秆、拽条、拉丝、阴干等工序手工制成，是中国地理标志产品。